# Johann Leten
Johann Leten (Koersel, 25 september 1967) is een Belgisch bestuurder en gedelegeerd bestuurder van Voka - Kamer van Koophandel Limburg.

## Studies
Johann Leten studeerde Toegepaste Economische wetenschappen aan de Universiteit Hasselt. Daaropvolgend verwierf hij aan de Aberystwyth-universiteit een Master in Business Administration. In zijn verdere professionele loopbaan behaalde hij ook verscheidende vervolmakingscursussen, onder meer aan de universiteiten van Berkeley, Oxford, Cambridge & Harvard Business School. 

## Loopbaan
Johann Leten startte zijn loopbaan bij het Provinciebestuur Limburg, op het kabinet van gedeputeerde Piet Schiepers. Daar was hij economisch attaché, economisch adviseur en kabinetschef. 
In 1998 maakte hij als algemeen directeur de overstap naar de Kamer van Handel en Nijverheid Limburg (KHNL), het huidige Voka – Kamer van Koophandel Limburg. Hij volgde er Jos Spilstijns op, die sinds 1992 actief was bij de Kamer. In mei 2007 werd Johann Leten er aangesteld als gedelegeerd bestuurder.
In 2015 werd hij verkozen tot allereerste managing partner van Vlaams Netwerk van Ondernemingen (Voka). Daar zat hij tweewekelijks de vergadering voor waar alle gedelegeerd bestuurders van de Voka - Kamers van Koophandel samenkomen. In 2019 werd hij nogmaals verkozen voor een termijn van drie jaar. Sinds 1 januari 2022 is hij lid van het managementcomité van Voka.
Naast zijn werk voor Voka – Kamer van Koophandel Limburg is Johann Leten werkzaam als voorzitter, ondervoorzitter en bestuurder in diverse organisaties in binnen- en buitenland. Zo is hij onder meer bestuurder van Universiteit Hasselt, Provinciale Ontwikkelingsmaatschappij Limburg en vice-voorzitter van Belgian Chambers, de Federatie van Belgische Kamers van Koophandel.. Hij was ook voorzitter van de Sociaal-Economische Raad van de Regio (SERR) Limburg in 2008, 2012 en 2016 en 2020.